# Паметник Рашанец
Паметникът Рашанец (на македонска литературна норма: Споменик Рашанец) е паметник над охридското село Опеница, Северна Македония, в памет на Сражението при Рашанец от 1903 година.

## Местоположение
Паментикът е разположен под местността Рашанец, при Прентов мост, където река Мокреш се влива в Крива река.

## История
По време на Илинденско-Преображенското въстание в 1903 година в местността Рашанец е организиран лагер на местно мирно население, избягало от изгорелите околни села. Врая на август турците настъпват срещу лагера с деветхилядна войска и на 31 август избухва сражение, в което няколко революционни отряда на ВМОРО водят целодневни боеве в опит да зaщитят мирното население. Сражението при Рашанец е най-голямото сражение в Охридския въстанически район.
По време на българското управление в Македония, Поморавието и Западна Тракия (1941 – 1944) за построяването на паметник на Рашанец започва набирането на сума в размер 100 000 лева.
Паметникът е построен в 1953 година по повод 60-годишнината от въстанието.
Паметникът е в списъка на обектите, обявени за културно наследство на Северна Македония.